# Priseret
Ved priseret forstås dels en retsinstans, der pådømmer prisesager (prisedomstol), dels læren om de retsregler, der gælder for opbringelse af priser. En prise er et skib eller en vare, der under en søkrig af en krigsførende magt er blevet opbragt på krigsskuepladsen, og hvor denne opbringelse er blevet godkendt af en dertil indrettet, kompetent domstol kaldet en priseret.
Opbringelse af priser adskiller sig fra rekvisition, hvor den krigsførende part lægger beslag på varer og skibe for at forsyne sig, mens rekvisition indebærer erstatningspligt over for den skadelidte, gælder dette ikke, når opbringelsen er blevet godkendt ved dom ("god prise", prisedømme), fordi den skadelidt har forbrudt sig mod de retningslinjer, som den krigsførende part har erklæret at ville praktisere under sin krigsførelse.
Den, som leder opbringningen af et skib i henhold til dette princip, kaldes undertiden prisemester. Ved prisepenge forstås den del af de opbragte skibes og deres ladnings værdi, som løbende udbetales til besætningen på det skib, der forestår opbringning, som modydelse for dette arbejde.

## Historie
Princippet om at lægge beslag på skibe og ladninger i krigstider, som kan være til gavn for den part, der føres krig imod, er gammelt og går helt tilbage til middelalderen. I ældre tid blev skibe og deres besætning, der udførte denne virksomhed, kaldt for kapere. Sørøveriet i Vestindien havde deres rod i kapervirksomhed, men disse udførte denne uden gyldig tilladelse (et kaperbrev). Kapervirksomhed blev blandt andet udført af Danmark efter først Slaget på Rheden i 1801 og dernæst Københavns Bombardement i 1807. Danmark mistede sin krigsflåde og valgte i stedet at forsyne mindre både med kanoner (kanonbåde) og forsyne dem med kaperbrev. Ved Pariser-søretsdeklarationen af 16. april 1856 skulle denne virksomhed i princippet ophøre men reelt skete dette ikke.
Problemerne ved denne virksomhed, der fx også fandt sted under de latinamerikanske landes selvstændighedskamp i forhold til Spanien i begyndelsen af 1800-tallet, var, at der kan være vidt forskellig opfattelse i de to lande, der berøres af en sådan sag, om hvorvidt et skib reelt sejler under neutralt flag i forhold til de krigsførende parter men med en ladning, som den ene part har økonomiske interesser i, eller om et skib, som formelt hører under en krigsførende stat, sejler med en ellers tilladt ladning. Dette måtte give stor usikkerhed om prisedomstoles afgørelse. Dette gjorde, at den mulige klageadgang for den ramte part måtte forekomme usikker og ufuldstændig. For at tage højde for dette problem, blev der ved 2. Haag-konference 1907 foreslået en konvention, som dog ikke trådte i kraft. Ifølge dette forslag skulle den internationale domstol i Haag, bestå af mindst 9 og højst 15 dommere og lige så mange suppleanter til disse. Disse skulle udpeges for en periode på 6 år ad gangen dels med en fast repræsentation i retten dels med en suppleant for de daværende stormagter, henholdsvis Tyskland, Østrig-Ungarn, Frankrig, Storbritannien, Italien, Rusland, USA og Japan, mens andre stater skulle have ret til en plads og en suppleant for en del af perioden, dog således at det samlede antal af disse pladser højst var 7 pladser og 7 suppleanter. Eksempelvis skulle Sverige i 2 år af perioden have en dommer, men ingen suppleant, idet suppleanten skulle være fra Danmark, 2 år skulle man have en suppleant (for en norsk dommer) men ingen dommer, og 2 år hverken dommer eller suppleant. Denne bestemmelse blev imidlertid ændret således, at mindre lande i tilfælde, hvor de selv var part i en retssag, skulle have mulighed for at udpege en midlertidig repræsentant under denne sag. Ved samme konference foreslog Frankrig at afskaffe prisepengene, men forslaget blev ikke vedtaget.
Bestemmelserne blev med mindre tilpasninger fastholdt ved Londondeklarationen af 26. februar 1909. Under 1. Verdenskrig indførte de krigsførende lande imidlertid udvidede blokade- og kontrabande-bestemmelser, hvilket i nogen grad undergravede hensigten med systemet.